# یون گولنی فیولوسون
یون گولنی فیولوسون (ایسلندی: Jón Guðni Fjóluson؛ زادهٔ ۱۰ آوریل ۱۹۸۹) بازیکن فوتبال اهل ایسلند است.
از باشگاه‌هایی که در آن بازی کرده‌است می‌توان به فرم، نورشوپینگ، کراسنودار، بران و هامارابی اشاره کرد.
وی همچنین در تیم ملی فوتبال ایسلند بازی کرده‌است.